# Street (Nina Hagen)
Street è il quinto album in studio da solista della cantante tedesca Nina Hagen, pubblicato nel 1991.

## Tracce
1. Blumen für die Damen (featuring MC Shan) – 3:58 (Heinz Gietz, Joachim Fuchsberger)
2. Divine Love, Sex and Romance – 4:25 (John Frusciante, Nina Hagen, Zeus B. Held)
3. Ruler of My Heart – 3:56 (Allen Toussaint as Naomi Neville)
4. Love Hi – 4:25
5. Keep It Live – 4:19 (Hagen, Bee La Key, Nattie Williams)
6. Berlin (is dufte!) – 3:55
7. In My World – 4:19
8. Gretchen – 5:22 (Franz Schubert, Johann Wolfgang von Goethe)
9. Erfurt & Gera – 2:50
10. All 4 Franckie – 4:25
11. Nina 4 President (featuring MC Shan) – 4:06 (Hagen, Held, Anthony Kiedis)
12. Good Vibrations – 4:11 (Brian Wilson, Mike Love)